# Cối (nước)
Cối (tiếng Trung: 鄶; bính âm: Kuài) là một nước chư hầu thời Tây Chu trong lịch sử Trung Quốc. Vị trí nay thuộc phía đông nam huyện Mật và tây bắc Tân Trịnh tỉnh Hà Nam. Vua nước này họ Vân được Chu Vũ Vương phân phong ở đất Cối.
Về nguyên nhân diệt vong của nước này theo sách Quốc ngữ - Trịnh ngữ chép rằng vào thời Chu U vương những năm cuối Tây Chu, Sử Bá đến chỗ Trịnh Hoàn công phân tích địa thế thiên hạ. Sử Bá kiến nghị Trịnh Hoàn công hướng về phát triển vùng phụ cận đông đô của nhà Chu là Thành Chu, trước tiên hướng về nước Cối với nước Quắc gửi gắm tài vật và vợ con, rồi tìm kiếm cơ hội chiếm luôn cả hai nước ấy, lấy làm căn cứ địa. Trịnh Hoàn công và người thừa kế là Trịnh Vũ công chắc chắn thực hiện chiến lược này.
Xuân Thu Công Dương truyện - Hoàn công thập nhất niên lại ghi là nước Trịnh sau khi theo Chu Bình vương dời đô sang đông đã quay về chốn cũ ở đất Lưu, Trịnh Vũ công cùng với phu nhân vua Cối tư thông, nhân tiện đem binh tiêu diệt nước Cối, rồi đưa nước Trịnh dời sang đất cũ của Cối. Quốc ngữ - Chu ngữ trung chép rằng Phú Thần nhà Chu thời Xuân Thu cho là nước Cối mất đều do phu nhân vua Cối, do vậy mà phu nhân vua Cối bị Phú Thần gọi là Thúc Vân.
Sách Trúc thư kỷ niên bản mới chép rằng năm Chu Bình vương thứ tư, nước Trịnh diệt nước Cối. Hán thư - Địa lý chí bản do Thần Toản chú thích chép rằng sau khi Chu U vương bị Khuyển Nhung giết chết được hai năm thì nước Cối bị nước Trịnh diệt.